# Ali Idow Hassan
Ali Idow Hassan (né le 1er juillet 1998) est un coureur de demi-fond somalien qui a participé à plusieurs Jeux olympiques.

## Carrière
Il a été sélectionné pour participer aux Jeux d'été de 2020 dans l'épreuve masculine du 1 500 mètres,. Il a été reçu par le président somalien de l'époque, Mohamed Abdullahi Mohamed, au palais présidentiel de Mogadiscio, en compagnie du ministre de la Jeunesse et des Sports du gouvernement fédéral somalien, Hamse Said Hamse, avant l'événement.
Il a eu l'honneur d'être le porte-drapeau de sa nation lors de la cérémonie d'ouverture des Jeux olympiques. Il a réalisé son meilleur temps personnel au 1500 m à Tokyo, en terminant dixième de sa série avec un temps de 3:43:96.
Il a participé au 800 m aux Championnats d'Afrique 2022 et a réalisé un temps personnel de 1:49.03 alors qu'il se qualifiait de sa série pour les demi-finales, où il a été le dixième plus rapide avec un temps de 1:49.24.
Il était le seul athlète de son pays, tous sports confondus, à se qualifier pour les Jeux olympiques d'été de 2024. Il a concouru aux 800 mètres de Paris en août 2024.